# Diedendorf
 Diedendorf (en alsacià Deedenoff) és un municipi francès, situat a la regió del Gran Est, al departament del Baix Rin. L'any 1999 tenia 347 habitants.
Forma part del cantó d'Ingwiller, del districte de Saverne i de la Comunitat de comunes de l'Alsace Bossue.

## Demografia
| 1962 | 1968 | 1975 | 1982 | 1990 | 1999 | 2007 |
| ---- | ---- | ---- | ---- | ---- | ---- | ---- |
| 405  | 411  | 403  | 344  | 329  | 347  | 388  |

## Administració
| Període | Identitat    | Partit |
| ------- | ------------ | ------ |
| 2001-   | Jules Quirin |        |